# Piskivka
Piskivka (în ucraineană Пісківка) este o așezare de tip urban din raionul Borodeanka, regiunea Kiev, Ucraina. În afara localității principale, mai cuprinde și satul Raska.

## Demografie
Componența lingvistică a așezării de tip urban Piskivka
     Ucraineană (94,44%)
     Rusă (4,81%)
     Alte limbi (0,61%)
Conform recensământului din 2001, majoritatea populației așezării de tip urban Piskivka era vorbitoare de ucraineană (94,44%), existând în minoritate și vorbitori de rusă (4,81%).